# Каменный Ключ (Вавожский район)
Ка́менный Ключ — село в Вавожском районе Удмуртии. Входит в состав Гурезь-Пудгинского сельского поселения.

## География
Село находится на расстоянии 16 км к северо-востоку от села Вавож, административного центра района.

### Часовой пояс
Деревня Каменный Ключ, как и вся Удмуртия, находится в часовой зоне МСК+1. Смещение применяемого времени относительно UTC составляет +4:00.

## История
Село основано указом Священного Синода от 13 марта 1861 года. Православный приход был выделен из Вавожского и Нилга-Жикинского. Первый деревянный храм построен в 1861 году и освящён 3 декабря во имя Святой Великомученицы Екатерины. Опекунство основано с 1865 года, церковная школа — в 1882 году. В 1907 году прихожане решили построить новый каменный храм по проекту И. А. Чарушина, но началась революция. Церковь была закрыта в 1936 году, а позже перестроена под детский дом.

## Население
| 2010 | 2012 |
| ---- | ---- |
| 132  | ↘129 |

## Инфраструктура
В селе действуют средняя школа, клуб и ветеринарный пункт.

## Примечательные деревья
По обеим сторонам сельского пруда в 1860 год] были посажены несколько сосен сибирских кедровых, из которых на 2020 год сохранилось две. Высота одной составляет 18 м, диаметр 0,82 м, охват ствола — 2,57 м, диаметр кроны 17 м, координаты: 56.816819 с. ш., 52.170180 в. д. Высота второго дерева — 20 м, диаметр ствола — 0,9 м, обхват — 2,86 м, обхват отдельно взятой нижней ветви — 1,9 м, координаты: 56.817879 с. ш., 52.165378 в. д.